# Назарли, Орхан Фаиг оглы
Назарли Орхан Фаиг оглы (азерб. Nəzərli Orxan Faiq oğlu; род. 5 декабря 1984, Агдам) — начальник Государственной налоговой службы при Министерстве экономики Азербайджана, государственный налоговый советник III степени, член Координационного совета руководителей налоговых служб государств – участников СНГ.

## Биография
Родился 5 декабря 1984 года в городе Агдам одноимённого района Азербайджана.
В 2005 году окончил факультет международных экономических отношений Азербайджанского государственного экономического университета.
В 2014 году прошёл сертификацию в штате Аляска (США) и получил лицензию "Certified Public Accountant".
В 2003 году начал трудовую деятельность в частном секторе. В 2005—2015 годах работал на различных должностях в международной аудиторской компании.
В 2015—2016 годах являлся советником министра образования Азербайджана по экономическим вопросам. В 2016—2017 годах являлся заместителем руководителя аппарата Министерства образования Азербайджана.
В 2018 году стал советником министра налогов Азербайджана. В 2019—2020 годах являлся начальником Главного управления национальных доходов Министерства налогов.
13 мая 2020 года распоряжением Президента Азербайджана назначен на должность и.о. руководителя Государственной налоговой службы при Министерстве экономики. 
6 мая 2021 года распоряжением Президента Азербайджана назначен на должность начальника той же службы.
20 июня 2024 года избран президентом Европейской организации налоговых администраций на период 2024—2025 годов.